# Myrcia mansoniana
Myrcia mansoniana är en myrtenväxtart som beskrevs av Otto Karl Berg. Myrcia mansoniana ingår i släktet Myrcia och familjen myrtenväxter. Inga underarter finns listade i Catalogue of Life.